# Летов Š-12
Летов Š-12 (чеш. Letov Š-12) је ловачки авион направљен у Чехословачкој. Авион је први пут полетео 1924. године. 

Највећа брзина у хоризонталном лету је износила 180 km/h. Размах крила је био 9,40 метара а дужина 6,58 метара. Маса празног авиона је износила 673 килограма а нормална полетна маса 983 килограма. Био је наоружан са 2 предња митраљеза калибра 7,7 милиметара.

## Наоружање
| Наоружање авиона: Летов        |     |
| Ватрено (стрељачко) наоружање  |     |
| Топ                            |     |
| Митраљез                       |     |
| Број и ознака митраљеза        | 2   |
| Калибар                        | 7,7 |
| Бомбардерско наоружање (бомбе) |     |
| Ракетно наоружање (ракете)     |     |